# Euploea orontobates
Euploea orontobates is een vlinder uit de familie Nymphalidae. De wetenschappelijke naam van de soort is voor het eerst geldig gepubliceerd in 1910 door Hans Fruhstorfer.